# Bill Blass

Marchio della casa Bill Bass

William Ralph Blass, detto Bill (Fort Wayne, 22 giugno 1922 – New Preston, 12 giugno 2002), è stato uno stilista statunitense vincitore di ben sette Coty Awards e di un Fashion Institute of Technology nel 1999.

## Biografia
William Ralph Blass, detto Bill, nacque nel 1922 a Fort Wayne, nell'Indiana. Suo padre gestiva il negozio di ferramenta locale, ma morì quando Bill aveva appena cinque anni. Blass iniziò a disegnare i suoi primi modelli da giovanissimo, copiando i vestiti che vedeva nei film e nelle riviste. Dopo aver completato gli studi, Bill Blass cominciò ad inviare i propri disegni ad alcune compagnie di New York, cominciando a far conoscere il proprio nome.
Nel 1939, all'età di diciassette anni, Bill Blass si trasferì a New York, ed iniziò a studiare design della moda presso la Parsons School of Design. Una volta laureatosi trovò un impiego presso David Crystal, una azienda di abbigliamento sportivo, prima di essere costretto a partire per il servizio militare. Durante la seconda guerra mondiale, dopo lo sbarco in Normandia fece parte di un'operazione di intelligence denominata battaglione fantasma.
Nel 1945, alla fine della seconda guerra mondiale, Blass iniziò a lavorare presso Anna Miller and Cio., come stilista. La signora Miller, proprietaria dell'azienda si ritirò dall'attività nel 1959, nel periodo in cui Bill Blass era il principale stilista del marchio. La compagnia Miller and Cio si fuse con quella del fratello, Maurice Rentner Limited. In considerazione del successo dei modelli di Blass, la compagnia investì e puntò molto sul lavoro del giovane stilista.
Nel 1970 Bill Blass rilevò l'azienda, che fu ribattezzata Bill Blass Limited. Blass divenne lo stilista preferito di diverse donne particolarmente in vista nella società, come le first lady Nancy Reagan e Barbara Bush, oltre che per le attrici Candice Bergen, Barbra Streisand e Barbara Walters.
Per circa 50 anni lo stilista ha disegnato abiti che si adattassero contemporaneamente allo stile sobrio dei country club ed al glamour hollywoodiano. Il suo pensiero era che uno stilista non dovrebbe "dettare" la moda, ma adattarsi alle esigenze del cliente. Anche a tale scopo, Bill Blass viaggiò per tutto il mondo, per essere sicuro che i suoi prodotti "funzionassero".
Nel 2000, la città di New York ha deciso di rendere onore agli stilisti di moda, con delle targhe di bronzo piazzate lungo la 7th Avenue, la principale strada delle boutique di New York. In questa strada, chiamata Fashion Walk of Fame, anche Bill Blass ha avuto l'onore di avere la propria targa.
Il 12 giugno 2002, Bill Blass è morto nella propria abitazione a Washington all'età di 79 anni. Nelle sue ultime settimane di vita, lo stilista stava lavorando ad una retrospettiva sul proprio lavoro, che sarebbe stata pronta per l'autunno 2003.